# Giro del Belgio 1962
Il Giro del Belgio 1962, quarantaseiesima edizione della corsa, si svolse in quattro tappe tra il 23 e il 26 aprile 1962, per un percorso totale di 826,5 km e fu vinto dal belga Noël Foré.

## Tappe
| Tappa  | Data      | Percorso                                | km    | Vincitore di tappa | Leader cl. generale |
| ------ | --------- | --------------------------------------- | ----- | ------------------ | ------------------- |
| 1ª-1ª  | 23 aprile | Bruxelles > Namur                       | 139   | Henri De Wolf      |                     |
| 1ª-2ª  | 23 aprile | Cittadella di Namur (Cron. individuale) | 2,5   | Michel Van Aerde   |                     |
| 2ª     | 24 aprile | Namur > Zwevegem                        | 235   | Henri Luyten       |                     |
| 3ª     | 25 aprile | Zwevegem > Ostenda                      | 212   | Rik Van Looy       |                     |
| 4ª-1ª  | 26 aprile | Ostenda (Cron. a squadre)               | 35    | Flandria-Faema     |                     |
| 4ª-2ª  | 26 aprile | Ostenda > Bruxelles                     | 203   | Frans Schoubben    | Noël Foré           |
| Totale | Totale    | Totale                                  | 826,5 |                    |                     |

## Squadre partecipanti
| N. | Cod. | Squadra                  |
| -- | ---- | ------------------------ |
| ?  | -    | Flandria-Faema           |
| ?  | -    | Carpano                  |
| ?  | -    | Wiel's-Groene Leeuw      |
| ?  | -    | Solo-Van Steenbergen     |
| ?  | -    | Peugeot                  |
| ?  | -    | Dr. Mann-Labo            |
| ?  | -    | Libertas                 |
| ?  | -    | Vermeer-Vedette-Metzeler |
| ?  | -    | Pelforth-Sauvage-Lejeune |
| ?  | -    | Liberia-Grammont-Wolber  |

## Dettagli delle tappe

### 1ª tappa-1ª semitappa
- 23 aprile: Bruxelles > Namur – 139 km

Risultati
| Pos. | Corridore        | Squadra        | Tempo    |
| ---- | ---------------- | -------------- | -------- |
| 1    | Henri Dewolf     | Liberia        | 3h32'15" |
| 2    | Noël Foré        | Flandria-Faema | a 8"     |
| 3    | Roger De Coninck | Carpano        | a 9"     |

### 1ª tappa-2ª semitappa
- 23 aprile: Cittadella di Namur – Cronometro individuale – 2,5 km

Risultati
| Pos. | Corridore        | Squadra        | Tempo |
| ---- | ---------------- | -------------- | ----- |
| 1    | Michel Van Aerde | Carpano        | ?     |
| 2    | Frans De Mulder  | Wiel's         | ?     |
| 3    | Joseph Planckert | Flandria-Faema | ?     |

### 2ª tappa
- 24 aprile: Namur > Zwevegem – 235 km

Risultati
| Pos. | Corridore        | Squadra        | Tempo    |
| ---- | ---------------- | -------------- | -------- |
| 1    | Henri Luyten     | Dr. Mann-Labo  | 6h07'04" |
| 2    | Michel Van Aerde | Carpano        | s.t.     |
| 3    | Rik Van Looy     | Flandria-Faema | s.t.     |

### 3ª tappa
- 25 aprile: Zwevegem > Ostenda – 212 km

Risultati
| Pos. | Corridore       | Squadra        | Tempo    |
| ---- | --------------- | -------------- | -------- |
| 1    | Rik Van Looy    | Flandria-Faema | 5h48'40" |
| 2    | Willy Vannitsen | Wiel's         | s.t.     |
| 3    | Henri Luyten    | Dr. Mann-Labo  | s.t.     |

### 4ª tappa-1ª semitappa
- 26 aprile: Ostenda – Cronometro a squadre – 35 km

Risultati
| Pos. | Squadra             | Tempo   |
| ---- | ------------------- | ------- |
| 1    | Flandria-Faema      | 42'35"  |
| 2    | Wiel's-Groene Leeuw | a 55"   |
| 3    | Dr. Mann-Labo       | a 2'18" |

### 4ª tappa-2ª semitappa
- 26 aprile: Ostenda > Bruxelles – 203 km

Risultati
| Pos. | Corridore       | Squadra        | Tempo    |
| ---- | --------------- | -------------- | -------- |
| 1    | Frans Schoubben | Peugeot        | 5h05'30" |
| 2    | Rik Van Looy    | Flandria-Faema | a 9"     |
| 3    | Joseph Wouters  | Solo           | s.t.     |

## Classifiche finali

### Classifica generale
| Pos. | Corridore               | Squadra  | Tempo     |
| ---- | ----------------------- | -------- | --------- |
| 1    | Noël Foré               | Flandria | 21h21'12" |
| 2    | Peter Post              | Flandria | a 19"     |
| 3    | Guillaume Van Tongerloo | Flandria | a 54"     |
| 4    | Rik Van Looy            | Flandria | a 55"     |
| 5    | Armand Desmet           | Flandria | a 56"     |
| 6    | Jozef Planckaert        | Flandria | a 1'14"   |
| 7    | Edgard Sorgeloos        | Flandria | a 1'19"   |
| 8    | Frans De Mulder         | Wiel's   | a 1'43"   |
| 9    | Roger Baens             | Flandria | a 1'48"   |
| 10   | Jean-Baptiste Claes     | Wiel's   | a 1'53"   |

### Classifica a punti
| Pos. | Corridore        | Squadra  | Tempo |
| ---- | ---------------- | -------- | ----- |
| 1    | Rik Van Looy     | Flandria | 27    |
| 2    | Michel Van Aerde | Carpano  | 23    |
| 3    | Frans Schoubben  | Peugeot  | 20    |
| 4    | Jozef Wouters    | Solo     | 20    |

### Classifica a squadre
| Pos. | Squadra             | Tempo     |
| ---- | ------------------- | --------- |
| 1    | Flandria-Faema      | 64h04'49" |
| 2    | Wiel's-Groene Leeuw | a 4'20"   |